# Élections cantonales valaisannes de 2005
 (octobre 2021).
Si vous disposez d'ouvrages ou d'articles de référence ou si vous connaissez des sites web de qualité traitant du thème abordé ici, merci de compléter l'article en donnant les références utiles à sa vérifiabilité et en les liant à la section « Notes et références ».
Les élections cantonales valaisannes se sont déroulées les 6 mars 2005 et 20 mars 2005 afin de renouveler le Grand Conseil et le Conseil d'État du canton du Valais.
La participation au scrutin a atteint le pourcentage de 54,05 %. Le Parti démocrate-chrétien conserve la majorité absolue au Grand Conseil, mais recule de 2 sièges, et au Conseil d'État, en maintenant ses 3 élus. Le Parti radical-démocratique subit une perte de 5 sièges et s'établit à 28 sièges. Il conserve son représentant au sein du Conseil d'État. Le Parti socialiste allié aux Les Verts (Suisse) et au Parti chrétien-social, au sein de l'Alliance de Gauche, progresse de 3 sièges. A noter que sur le district de Sion, le Parti Chrétien-social, qui détenait un siège, a déposé une liste indépendante du PS et a vu son seul représentant, non réélu. De plus, le PS conserve son élu au Conseil d'État. L'Union démocratique du centre effectue une large progression en passant de 2 à 6 sièges et parvenant ainsi à constituer un groupe parlementaire. Enfin, le Parti libéral conserve ses 2 élus.

## Grand Conseil
Le parlement du canton du Valais, appelé Grand Conseil, est doté d'une seul chambre, renouvelée intégralement tous les quatre ans au scrutin direct.
Le Grand Conseil est composé de 130 sièges pourvus dans des circonscriptions correspondantes aux 14 districts du Canton. Aux 130 députés qui siègent, il faut ajouter 130 députés-suppléants, élus sur des listes séparées et dont la tâche est de remplacer les députés lorsque ceux-ci ne peuvent assister aux séances du Grand Conseil, ou des commissions, à l'exception notables des trois commissions dite de "Haute surveillance", Commission de Gestion, Commission des Finances et Commission de Justice.

### Mode d'élection
Les 130 sièges sont pourvus au scrutin proportionnel. Chaque district forme une circonscription électorale. Le scrutin pour les députés et pour les députés-suppléants se déroule de la même manière.
Les listes sont dites ouvertes et les électeurs ont ainsi la possibilité de les modifier en rayant ou ajoutant des noms, d'effectuer un panachage à partir de candidats de listes différentes ou même de composer eux-mêmes leurs listes sur un bulletin vierge. Après décompte des résultats, les sièges sont répartis selon la méthode du quotient d'Hagenbach-Bischoff puis celle de la plus forte moyenne. Pour entrer dans la répartition des sièges, une liste doit dépasser le seuil électoral fixé à 8%. Les apparentements de liste ne sont pas autorisés par la loi.
Le dépôt des listes a lieu jusqu'au 30 janvier, les numéros de listes sont attribués, par districts, selon l'ordre de dépôt des listes auprès du Préfet.

### Répartition

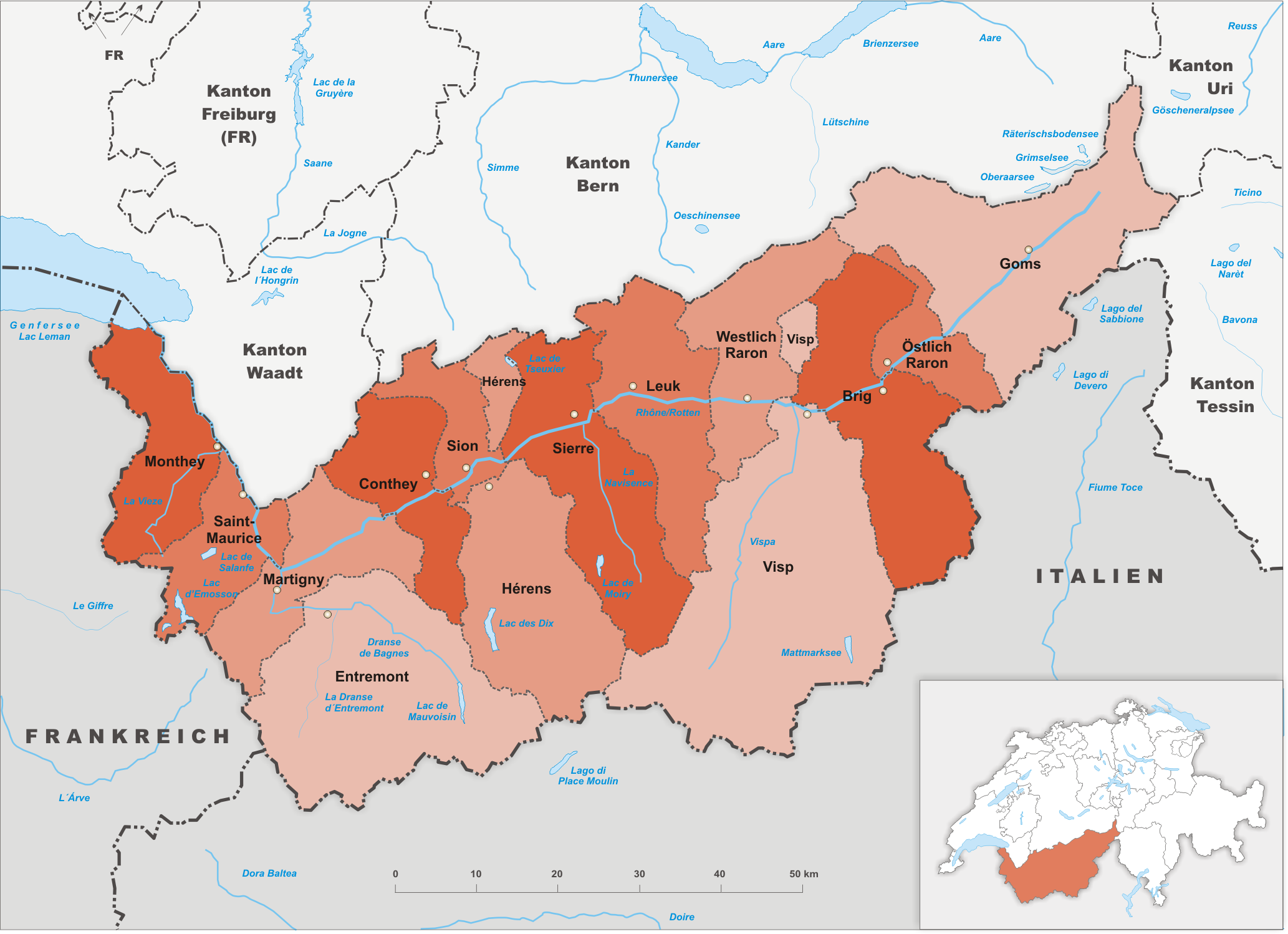
Le canton du Valais et ses districts.

Les sièges sont répartis par rapport à la population vivant dans les différents districts :
| District           | Sièges | Evolution 2001-2005 |
| Conches            | 2      | -1                  |
| Rarogne-oriental   | 2      |                     |
| Brigue             | 12     |                     |
| Viège              | 13     |                     |
| Rarogne-occidental | 4      |                     |
| Loèche             | 6      |                     |
| Sierre             | 18     |                     |
| Hérens             | 5      |                     |
| Sion               | 17     |                     |
| Conthey            | 10     |                     |
| Martigny           | 15     |                     |
| Entremont          | 6      |                     |
| St-Maurice         | 5      |                     |
| Monthey            | 15     | +1                  |
| Total              | 130    |                     |

### Résultats

#### Sièges par partis
| Parti | Parti                                                                                          | Sigle | Groupe                                          | Tendance politique                                                  | Sièges  |
| ----- | ---------------------------------------------------------------------------------------------- | ----- | ----------------------------------------------- | ------------------------------------------------------------------- | ------- |
|       | Parti démocrate-chrétien                                                                       | PDC   | - PDCB (18) - PDCC (23) - CVPO (17) - CSPO (15) | démocrate chrétien/centre droit/conservateur                        | 73 (-1) |
|       | Parti radical-démocratique                                                                     | PRD   | LR                                              | libéral/radical                                                     | 28 (-5) |
|       | Parti socialiste et Alliance de Gauche - dont 14 PSVR - dont 4 SPO - dont 1 PCS - dont 2 Verts | ADG   | ADG                                             | social-démocrate/christianisme social(PCS)/centre gauche/écologiste | 21 (+3) |
|       | Union démocratique du centre                                                                   | UDC   | UDC                                             | conservateur/libéral/souverainiste                                  | 6 (+4)  |
|       | Parti Libéral                                                                                  | PL    | LR                                              | libéral/radical                                                     | 2 (=)   |

#### Répartition des sièges par district
| Canton             | Total | PDC/CVPO | PDC/CVPO | CSPO | CSPO | PRD/FDPO | PRD/FDPO | PS/SPO et AdG | PS/SPO et AdG | UDC/SVPO | UDC/SVPO | PL | PL | PaCS | PaCS |
| ------------------ | ----- | -------- | -------- | ---- | ---- | -------- | -------- | ------------- | ------------- | -------- | -------- | -- | -- | ---- | ---- |
| Conches            | 2     | 1        | -1       | 1    |      |          |          |               |               |          |          |    |    |      |      |
| Rarogne-oriental   | 2     | 1        |          | 1    | +1   |          | -1       |               |               |          |          |    |    |      |      |
| Brigue             | 12    | 5        | -1       | 3    | +1   | 1        | -1       | 2             |               | 1        | +1       |    |    |      |      |
| Viège              | 13    | 6        |          | 5    |      | 1        |          | 1             |               |          |          |    |    |      |      |
| Rarogne-occidental | 4     | 2        |          | 2    |      |          |          |               |               |          |          |    |    |      |      |
| Loèche             | 6     | 2        |          | 3    |      |          |          | 1             |               |          |          |    |    | 1    |      |
| Sierre             | 18    | 7        | -1       |      |      | 5        | -1       | 4             |               | 2        | +1       |    |    |      |      |
| Hérens             | 5     | 3        |          |      |      | 1        |          | 1             |               |          |          |    |    |      |      |
| Sion               | 17    | 8        |          |      |      | 2        |          | 4             | +1            | 1        |          | 2  |    |      | -1   |
| Conthey            | 10    | 5        |          |      |      | 4        |          | 1             |               |          |          |    |    |      |      |
| Martigny           | 15    | 5        | −1       |      |      | 6        | −1       | 3             | +1            | 1        | +1       |    |    |      |      |
| Entremont          | 6     | 4        |          |      |      | 2        |          |               |               |          |          |    |    |      |      |
| St-Maurice         | 5     | 3        | +1       |      |      | 1        | −1       | 1             |               |          |          |    |    |      |      |
| Monthey            | 15    | 6        |          |      |      | 5        |          | 3             | +1            | 1        |          |    |    |      |      |
| Valais             | 130   | 58       | -3       | 16   | +2   | 28       | -5       | 21            | +3            | 6        | +4       | 2  | ±0 | 0    | -1   |

## Conseil d'État
Le gouvernement du Canton du Valais, appelé Conseil d'État, est composé de cinq membres, renouvelés intégralement tous les quatre ans au scrutin direct.

### Mode d'élection
Les 5 sièges sont pourvus au scrutin majoritaire. Le canton forme une circonscription électorale unique.
La constitution garanti un conseiller d'État par région constitutionnelle (Haut-Valais / Valais Central / Bas-Valais). Les deux autres peuvent venir de n'importe quelle région du Canton. Une règle prévoit également qu'il ne peut y avoir plus d'un conseiller d'État issu du même district.
Les listes sont dites ouvertes et les électeurs ont ainsi la possibilité de les modifier en rayant ou ajoutant des noms, d'effectuer un panachage à partir de candidats de listes différentes ou même de composer eux-mêmes leurs listes sur un bulletin vierge. Toutefois il n'est pas possible de voter pour une personne qui ne figure pas sur une des listes déposées.
Le dépôt des listes a lieu jusqu'au 30 janvier, aucun numéro ne leur est attribué et elle n'ont pas nécessairement de nom en en-tête.
Pour être élu, un candidat doit recueillir la majorité absolue des voix au premier tour. Lorsque tous les sièges n'ont pas pu être pourvu au premier tour, un deuxième tour est organisé le deuxième dimanche qui suit le premier tour. Tous les candidats ayant obtenu un nombre de voix supérieur ou égal à huit pour cent du nombre total des votants peuvent se représenter. De même, une liste ayant obtenu un nombre de voix supérieur ou égal à huit pour cent du nombre total des votants peut présenter un ou plusieurs nouveaux candidats ou remplacer un ou plusieurs candidats. Les candidatures sur une liste au deuxième tour ne peuvent pas être plus nombreuses que le nombre de sièges qu'il reste à pourvoir.

### Campagne
Huit candidats se présentent à l’élection du Conseil d'État. Quatre des cinq sortants se représentent pour une réélection.
Du côté des trois partis composant le Conseil d'État sortant la situation est la suivante :
Le Parti démocrate-chrétien présente 3 candidats, les sortants Jean-René Fournier et Jean-Jacques Rey-Bellet et un nouveau candidat, Jean-Michel Cina. Le Parti Radical Démocratique présente la candidature du sortant, Claude Roch. Enfin, le Parti Socialiste présente la candidature du sortant, Thomas Burgener.
Trois autres listes sont déposées pour tenter de conquérir un siège au Gouvernement :
Les écologistes présentent la candidature de Georges Darbellay. Deux personnalités indépendantes se présentent également, de manière séparée, il s'agit de Michel Carron et de Ignace Rey.
À l'issue du premier tour des élections, deux candidats obtiennent la majorité absolue et sont élus au premier tour. Les deux démocrates-chrétiens, Jean-René Fournier et Jean-Jacques Rey-Bellet. Au soir de l'élection un second tour est logiquement prévu pour le 20 mars. Cependant à l'échéance du dépôt des listes de candidature pour le deuxième tour, seules restent les candidatures de MM. Jean-Michel Cina, Thomas Burgener et Claude Roch. Ainsi les 5 conseillers d’État sont donc élus tacitement.
Les candidats sont les suivants :
| Nom et Prénom            | Nom de liste |
| ------------------------ | ------------ |
| Jean-René Fournier*      | PDC/CVP      |
| Jean-Jacques Rey-Bellet* | PDC/CVP      |
| Jean-Michel Cina         | PDC/CVP      |
| Thomas Burgener*         | PS/SP        |
| Claude Roch*             | PRD/FDP      |
| Georges Darbellay        | Les Verts    |
| Michel Carron            |              |
| Ignace Rey               |              |

### Premier tour
| Candidats          | Candidats                | Liste              | Suffrages |
| ------------------ | ------------------------ | ------------------ | --------- |
|                    | Jean-René Fournier*      | PDC/CVP            | 50 544    |
|                    | Jean-Jacques Rey-Bellet* | PDC/CVP            | 47 858    |
|                    | Jean-Michel Cina         | PDC/CVP            | 43 050    |
|                    | Thomas Burgener*         | PS/SP              | 31 453    |
|                    | Claude Roch*             | PRD/FDP            | 29 501    |
|                    | Georges Darbellay        | Les Verts          | 9 896     |
|                    | Michel Carron            |                    | 5 828     |
|                    | Ignace Rey               |                    | 864       |
| Bulletins blancs   | Bulletins blancs         | Bulletins blancs   | 3 145     |
| Bulletins nuls     | Bulletins nuls           | Bulletins nuls     | 5 174     |
| Bulletins valables | Bulletins valables       | Bulletins valables | 94 033    |
| Majorité absolue   | Majorité absolue         | Majorité absolue   | 47 017    |